# Nędzerzew (województwo wielkopolskie)
Nędzerzew – wieś w Polsce położona w województwie wielkopolskim, w powiecie kaliskim, w gminie Opatówek.
W latach 1975–1998 miejscowość położona była w województwie kaliskim.